# Liste des cours d'eau de l'État de São Paulo
Liste des principaux cours d'eau de l'État de São Paulo, au Brésil.

## Rio

### A
- Rio Aguapeí
- Ribeirão Aguda
- Rio Alambari
- Rio Alambari
- Rio das Almas
- Rio Anhangabaú
- Rio Araguá
- Rio Araraquara
- Rio Aricanduva
- Rio Apiaí-guaçu
- Rio Apiaí-mirim
- Rio Avecutá

### B
- Rio Baquirivu-Guaçu
- Rio Barra Mansa
- Rio Batalha
- Rio Bauru
- Rio Biritiba-mirim
- Rio Branco
- Rio Boa Esperança
- Rio Buquira (ou rio Ferrão)

### C
- Rio Cachoeirinha
- Rio Capivara
- Rio Capivari
- Rio Capivari
- Rio Claro
- Rio Comprido
- Rio Corumbataí
- Rio Cotia
- Rio Cotovelo
- Rio Cubatão

### D
- Rio Dourado

### E
- Rio Embu-mirim

### F
- Rio Furuba

### G
- Rio Guapira
- Rio Guarapó
- Rio Guareí
- Rio Guaxupé

### I
- Rio Itapanhaú
- Rio Itapeti
- Rio Itapetininga
- Rio Itapicuru
- Rio Itimitim
- Rio Itupeva

### J
- Rio Jacaré-Guaçu
- Rio Jacaré-Pepira
- Rio Jacupiranga
- Rio Jaguari (affluent du rio Piracicaba, Minas Gerais)
- Rio Jaguari (affluent du rio Paraíba do Sul)
- Rio Jaguari-Mirim
- Rio Jaqueri
- Rio Jataí
- Rio Jaú
- Rio Jundiaí
- Rio Jundiuvira
- Rio Juquiá

### L
- Rio Lambari-Parateí
- Ribeirão Laranja Doce
- Rio Lençóis

### M
- Rio Moji-Guaçu
- Rio Moji-Mirim
- Rio Monjolinho

### P
- Rio Palmital
- Rio Paraíba do Sul
- Rio Paraibuna
- Rio Paraitinga
- Rio Paraná
- Rio Paranapanema
- Rio Parateí
- Rio Pardo
- Rio Pariquera-Açu
- Rio Passa Cinco
- Rio Paulo Diniz
- Ribeirão da Pauta
- Rio das Pedras
- Rio do Peixe
- Rio Piagüi
- Rio Pilões
- Rio Pinheiros
- Rio Pirapozinho
- Rio Preto

### Q
- Rio do Quilombo

### R
- Rio Ribeira
- Rio Ribeira de Iguape

### S
- Rio Santo Anastácio
- Rio São Domingos
- Rio São José
- Rio São José dos Dourados
- Rio São José Guapiara
- Rio São Lourenço
- Rio Sapucaí-Mirim
- Rio Sarapuí
- Rio Sorocaba

### T
- Rio Taiaçupeba
- Rio Taquari-guaçu
- Rio Taquaruçú
- Rio Tamanduateí
- Rio Tatuí
- Rio Tibiriçá
- Rio Tietê
- Córrego da Traição
- Rio Turi
- Rio Turvo

### V
- Rio Verde
- Rio Vermelho

## Córrego
- Córrego Campestre
- Córrego das Feiticeiras
- Córrego do Gregório
- Córrego das Pedras ou Córrego Mandi
- Córrego São João ou Córrego Prata
- Córrego São Pedro

## Ribeirão

### A/F
- Ribeirão do Abrigo
- Ribeirão Água Fria
- Ribeirão Água Quente
- Ribeirão Anhumas
- Ribeirão Azul
- Ribeirão Banguaçu
- Ribeirão Barra
- Ribeirão Batatais
- Ribeirão Boa Vista
- Ribeirão Bonito
- Ribeirão do Bugio
- Ribeirão Canoas
- Ribeirão do Carrapato
- Ribeirão Capetinha
- Ribeirão do Corvo
- Ribeirão Cuiabá
- Ribeirão do Cunha
- Ribeirão Feijão
- Ribeirão dos Ferreiras

### J/S
- Ribeirão Jacarecatinga
- Ribeirão Jaguaretê
- Ribeirão do Jardim
- Ribeirão Lajeado
- Ribeirão Lambari
- Ribeirão Macaúbas
- Ribeirão Mato Grosso
- Ribeirão do Meio
- Ribeirão dos Patos
- Ribeirão dos Patos (rio)
- Ribeirão Pau D'Alho
- Ribeirão das Pedras
- Ribeirão da Piedade
- Ribeirão das Posses
- Ribeirão Queimada
- Ribeirão Santa Bárbara
- Ribeirão do Saltinho
- Ribeirão Santa Rita
- Ribeirão de Santo Inácio
- Ribeirão São João